# Zeyheria
Zeyheria, maleni biljni rod iz porodice katalpovki smješten u Tabebuja savez. Sastoji se od dvije vrste grmova ili drveća u tfrtopskoj  Južnoj Americi. . Tipična je Zeyheria montana Mart., ljekovita biljka koja se u brazilskoj narodnoj medicini koristi za liječenje kožnih oboljenja, čireva, upala i proljeva, te kao antisifilitičko i antiblenoragijsko sredstvo, no malo se zna o njezinim mehanizmima djelovanja.

## Vrste
1. Zeyheria montana Mart.;
2. Zeyheria tuberculosa (Vell.) Bureau ex Verl.;